# سیارک ۱۱۸۱۷۸
سیارک ۱۱۸۱۷۸ (به انگلیسی: 118178 Rinckart، نامگذاری:1992SJ26) صد و هجده هزار و صد و هفتاد و هشتمین سیارک کشف شده‌است که در ۲۳ سپتامبر ۱۹۹۲ کشف شد.